# Asgabade
Asgabade, Asgabate, ou Ascabade (em turcomeno: Ашхабад (Aşgabat, pronunciado: [aʃʁaˈbat];) em persa: عشق آباد; em russo: Ашхабад (Ashkhabad pronunciado: [ɐʂxɐˈbat]); literalmente: "cidade do amor"; antigamente conhecida por Poltoratsk entre 1919 e 1927) é a capital política e maior cidade do Turcomenistão desde a Dissolução da União Soviética.
Em 2012, Asgabade tinha uma população de 1.031.992 de habitantes. A cidade é situada entre o deserto de Caracum e a Serra de Kopet Dag e tem uma população principalmente formada pelo povo turcomeno, com minorias étnicas de russos, armênios e azeris. Ela fica a 250 km da segunda maior cidade do Irã, Mexede.

## Nomes
Asgabade escreve-se Aşgabat em turcomeno, Ашхабад (Ashkhabad) em russo e عشقآباد em persa. De 1919 até 1927, a cidade foi rebatizada de Poltoratsk em homenagem a um revolucionário local. Antes de 1991, a cidade era geralmente designada por Ashkhabad, numa transliteração inglesa do nome russo, inspirado na forma original persa. Escreve-se também através das romanizações Ashkhabat, Ashgabad e Achgabad, e com as grafias portuguesas Asgabade, Asgabate e Ascabade.
Asgabate deriva do persa Ašk (ou Ársaces) e Sandki (ou "lugar habitado" ou "cidade"), que conectadas significam "a cidade de Ársaces". A etimologia popular sugere que o nome é uma versão do dialeto árabe, derivado da palavra persa عشق (cujo significado é "amor") e em persa آباد (onde "Sandki" lugar habitado ou "cidade", e ainda, etimologicamente significa "morada") e, portanto, livremente traduzido como "a cidade do amor" ou "a cidade que o amor construiu".

## História
Asgabade é uma cidade relativamente jovem, tendo se desenvolvido a partir de uma aldeia do mesmo nome, criada pelo russos em 1818. Não fica distante da localidade de Nisa, a antiga capital do Império de Pártia; Desenvolveu-se sobre as ruínas da  cidade da Seda de  Konjikala mencionada pela primeira vez como produtora de vinho no século II a.C., e arrasada por um sismo no século I a.C. (um precursor do terremoto de Asgabade, em 1948). Konjikala foi reconstruída, e devido à sua localização privilegiada na Rota da Seda e floresceu até sua destruição pelos mongóis no século XIII. Sobreviveu nos séculos seguintes como uma pequena aldeia até que os russos a reassumiram no século XIX.

Em 1869, soldados russos construiram uma fortaleza em uma montanha perto da vila, e graças a essa segurança adicional, comerciantes e artesãos logo foram atraídos para a área. Asgabade permaneceu como parte da Pérsia até 1881, quando foi cedida à Rússia czarista, nos termos do Tratado de Akhal. A Rússia optou por desenvolver Asgabade como um centro regional devido à sua proximidade com a fronteira da Pérsia – sob influência do Império Britânico. Era tida no século XIX como uma cidade de estilo europeu, com lojas e hotéis de aparência agradável. Em 1908, a primeira Casa de Adoração Bahá'í foi construída em Asgabade, tendo sido gravemente danificada com o sismo de 1948 e demolida em 1963.
O governo soviético estabelecido em dezembro de 1917 em Asgabade,  foi expulso por forças de uma coalizão de britânicos e movimento Branco em julho de 1918, e voltou um ano depois, em julho de 1919, quando a cidade foi renomeada Poltoratsk (Полторацк) em homenagem a um revolucionário local.

O nome Asgabade foi restaurado em 1927 após a criação da República Socialista Soviética Turcomena (uma república soviética).
Deste período em diante, a cidade experimentou um rápido crescimento e industrialização, tendo sofrido uma retração em seu crescimento devido ao sismo, ocorrido em 6 de outubro de 1948. Com uma intensidade de 7,3 pontos na Escala de Richter, provocou mortes, segundo as estimativas, entre 110 mil e 176 mil pessoas, ou seja, de dois terços da população da cidade; embora o número oficial anunciado pela União Soviética fosse de apenas 40 milhares.

Marcos Históricos
- 1882-1918 - centro administrativo da Rússia para a Região Transcaspiana;
- 1918-1925 - centro administrativo do Oblast Turcomeno: R.S.S. do Turquestão;
- Desde fevereiro de 1925 - capital da República Socialista Soviética Turcomena;
- Desde Outubro de 1991 - capital do Turcomenistão independente.

## Economia

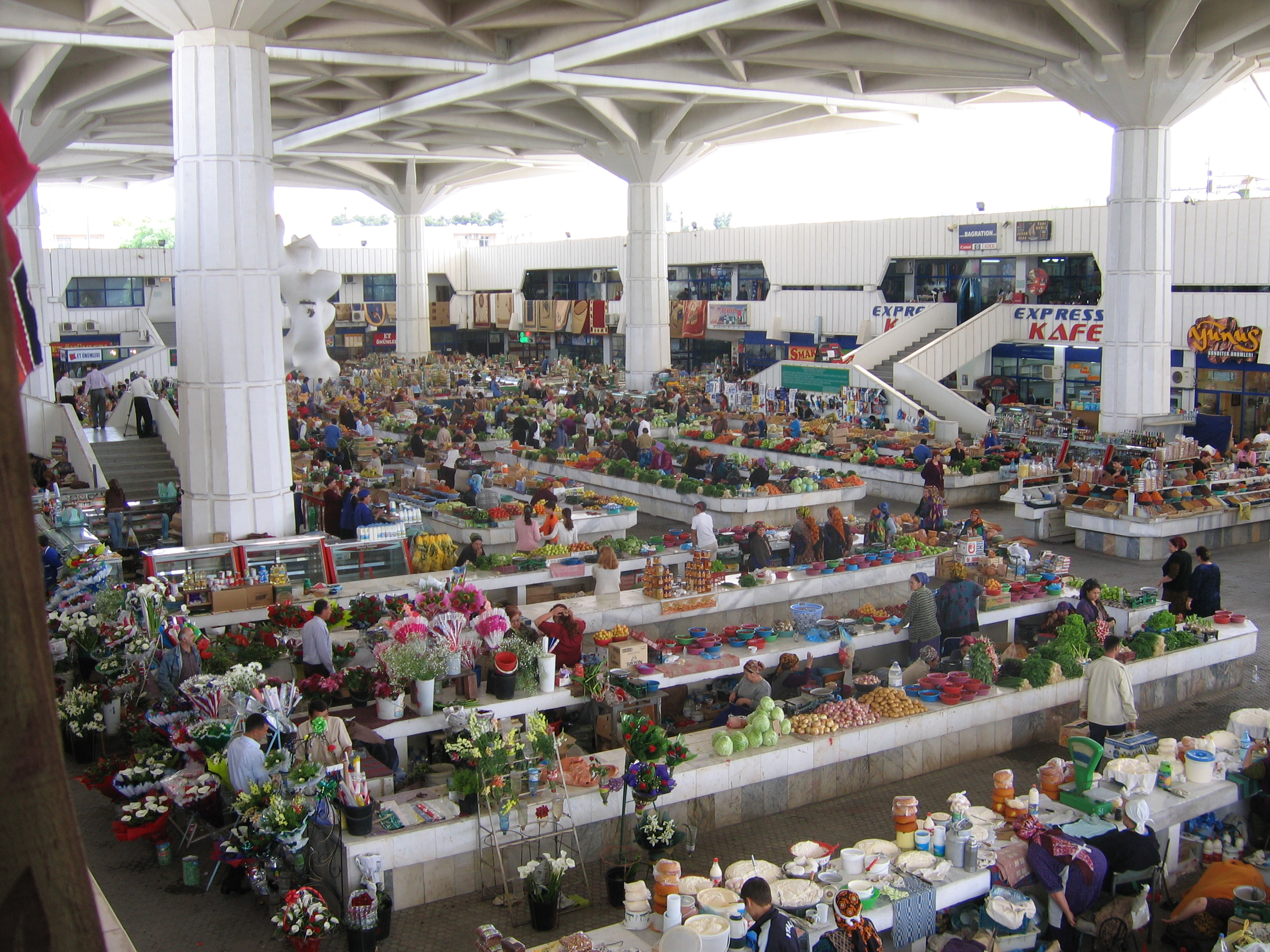
O bazar russo de Asgabade

Asgabade, como capital federal, é principalmente um centro político-administrativo. Suas principais indústrias são as de têxteis (algodão) e metalurgia. É ainda uma parada importante na Estrada de Ferro Trans-Caspiana. Uma grande porcentagem do emprego em Asgabade é fornecida pelas instituições estatais; como os ministérios, subsecretarias e outros órgãos administrativos do governo do Turcomenistão. Há também muitos cidadãos estrangeiros trabalhando como diplomatas ou funcionários nas embaixadas de seus respectivos países. Asgabade empresta seu nome ao Acordo de Asgabade, assinado pela Índia, Omã, Irã, Turcomenistão, Uzbequistão e Cazaquistão, para criar um corredor internacional de transporte e trânsito, facilitando o transporte de mercadorias entre a Ásia Central e o Golfo Pérsico.

### Indústria
Mais de 43 indústrias de grande porte e 128 médio porte, além de mais de 1.700 instalações industriais pequenas, estão localizadas em Asgabade e seus subúrbios. As mais importantes são “Ashneftemash”, “Turkmenkabel”, “Complexo Têxtil Turkmenbashi” etc.

### Varejo
Tanto os moradores quanto os visitantes vão ao Bazar Altyn Asyr em Choganly, onde muitos itens, incluindo tecidos tradicionais e tapetes tecidos à mão, podem ser comprados. Áreas comerciais modernas são encontradas principalmente nas ruas centrais, incluindo o moderno shopping turco Ýimpaş e os shopping centers Paýtagt e Aşgabat. Os moradores locais gostam de bazares tradicionais: bazar russo, bazar Teke, bazar Daşoguz, bazar Mir, bazar Jennet, etc. Yimpas fechado em dezembro de 2016.

## Clima
A Serra de Kopet Dag localiza-se a apenas 25 km ao sul de Asgabade e a cidade toca ao norte o limite do deserto de Kara-Kum. Devido a esta localização, Asgabade tem um clima árido, com verões quentes e secos e invernos suaves e curtos. A alta temperatura, cuja média em julho é de 38 °C, tem a duração de longos períodos. A temperatura mais alta registrada é de 45 °C . As temperaturas noturnas no verão alcançam a temperatura média mínima de 22 °C. Já no inverno, a temperatura média varia de 10 a 12 °C, com mínimas que chegam a -1 °C; temperaturas ainda mais baixas, como -16 °C, já foram registradas em dezembro. A neve é rara devido a baixa umidade.
A precipitação anual é de apenas 193 mm sendo que março e abril são os meses mais úmidos.

## Arquitetura
Depois de sair da União Soviética, a cidade ganhou muitos prédios residenciais altos. Técnicas modernas de construção permitem o desenvolvimento de edifícios altos (principalmente 12 andares) com proteção relativamente boa contra terremotos. Nas torres residenciais típicas, o primeiro andar é normalmente uma área de compras ou de serviços. Muitos dos edifícios são feitos de mármore branco. O Arco da Neutralidade foi desmontado e reerguido em sua forma original no sul da capital. A Torre Turcomenistão, com seus 211 metros, é o edifício mais alto do país.
Ashgabat é principalmente um governo e centro administrativo. O centro de negócios de Ashgabat fica na rodovia Archabil. A construção de vários ministérios e departamentos, centros de ensino e pesquisa e culturais está completa. O desenvolvimento de edifícios de escritórios e espaços públicos ao longo da avenida continua.

### Edifícios notáveis
Entre os museus incluem-se o Museu de Belas Artes Turcomano e o Museu do Tapete Turcomano, esse conhecido por sua impressionante coleção de tapetes tecidos, bem como o Museu de História do Turquemenistão e do Museu Nacional de História de Asgabade, que exibe artefatos que datam do período das civilizações dos Partos e dos Persas. A Academia de Ciências do Turcomenistão é um importante instituto de ensino superior. Entre as grandes mesquitas destacam-se a Mesquita Azadi (que se assemelha à Mesquita Azul de Istambul), a Mesquita de Omar Khezrety, e a futurista Mesquita Iraniana.
Palácios:
- Palácio de Türkmenbaşy: Sede da presidência da república, é nomeado em homenagem a Saparmyrat Nyýazow, o primeiro presidente do Turcomenistão independente (1991-2006), que foi proclamado "Türkmenbaşy", ou seja, "Líder dos turcomenos". A construção da monumental edifício foi confiada ao grupo francês Bouygues, em colaboração com arquitetos do Ministério de Construção e Arquitetura do Turcomenistão e os escritórios de arquitetura franceses Bellon et Art Études (para o design de interiores). O edifício é inspirado tanto pelo classicismo francês quanto pela arquitetura otomana, bem como pelas tendências arquitetônicas que afirmam ser herdeiras da arquitetura tradicional do Turcomenistão.
- Palácio Ruhyýet:  O palácio foi construído pela empresa francesa Bouygues. O palácio realiza eventos oficiais do Estado, como fóruns, reuniões e inaugurações.A capacidade das instalações internas, seu equipamento técnico e conforto também permitem realizar e cobrir eventos à nível internacional.
- Palácio do Casamento: A abriga sete salas de banquetes, 36 lojas e dois cafés, fornecendo todos os itens necessários para serviços de casamento, incluindo lojas de vestidos, decorações, aluguel de carros, jóias étnicas, estúdio de fotografia, salão de beleza e um hotel com 22 quartos. O terceiro e quarto andares abrigam escritórios administrativos e uma biblioteca.

Monumentos:
- Arco da Neutralidade:  Um grande tripé sobre o qual há uma estátua de ouro do ex-presidente Saparmurat Niyazov.  Esta estátua girava, a fim de sempre face ao sol durante o dia. Diz-se ser feita de ouro puro. Essa estátua do ex-presidente Saparmurat Niyazov foi transferida para a periferia de Asgabade pelo presidente Gurbanguly Berdimuhammedow em dezembro de 2008.[23]
- Monumento à Independência: O edifício, que é inspirado nos tradicionais tendas (yurts) nômades da Ásia central, é composto por um vasto salão, encimado por uma torre de 118 metros, número simbólico correspondente à soma dos números 27 (dia da independência) e 91 (ano da independência).
- Torre Turcomenistão: Foi concluída em 2011 e, com seus 211 metros de altura, é a estrutura mais alta no país. O elemento decorativo octogonal da "Estrela de Oguzkhan" é reconhecido como a maior imagem arquitetônica do mundo da estrela e entrou no Guinness Book of Records. A Torre de TV é visível de quase qualquer lugar em Asgabade e seus arredores.

Mesquitas
- Mesquita de Kipchak - a 7 km do centro da cidade
- Mesquita Ertuğrul Gazi - inaugurada em 1998

Igrejas
- Igreja de Santo Alexandre Nevsky (fundada em 1882, dedicada em 1900)
- Igreja de São Nicolau Fazedor de Milagres
- Casa de Oração da Ressurreição de Cristo
- Capela da Transfiguração

## Desporto

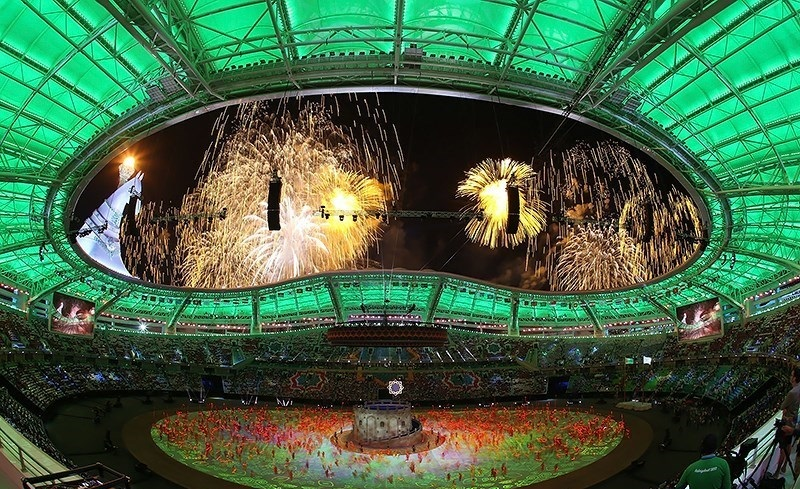
Estádio Olímpico de Asgabade

Os equipamentos desportivos de maior destaque em Asgabade são o Estádio Olímpico, o Estádio de Asgabade, a pista de gelo nacional, e outros complexos para desportos de inverno.

## Ensino superior
O Instituto Politécnico de Turcomenistão é a principal universidade presente na cidade.

## Fotos

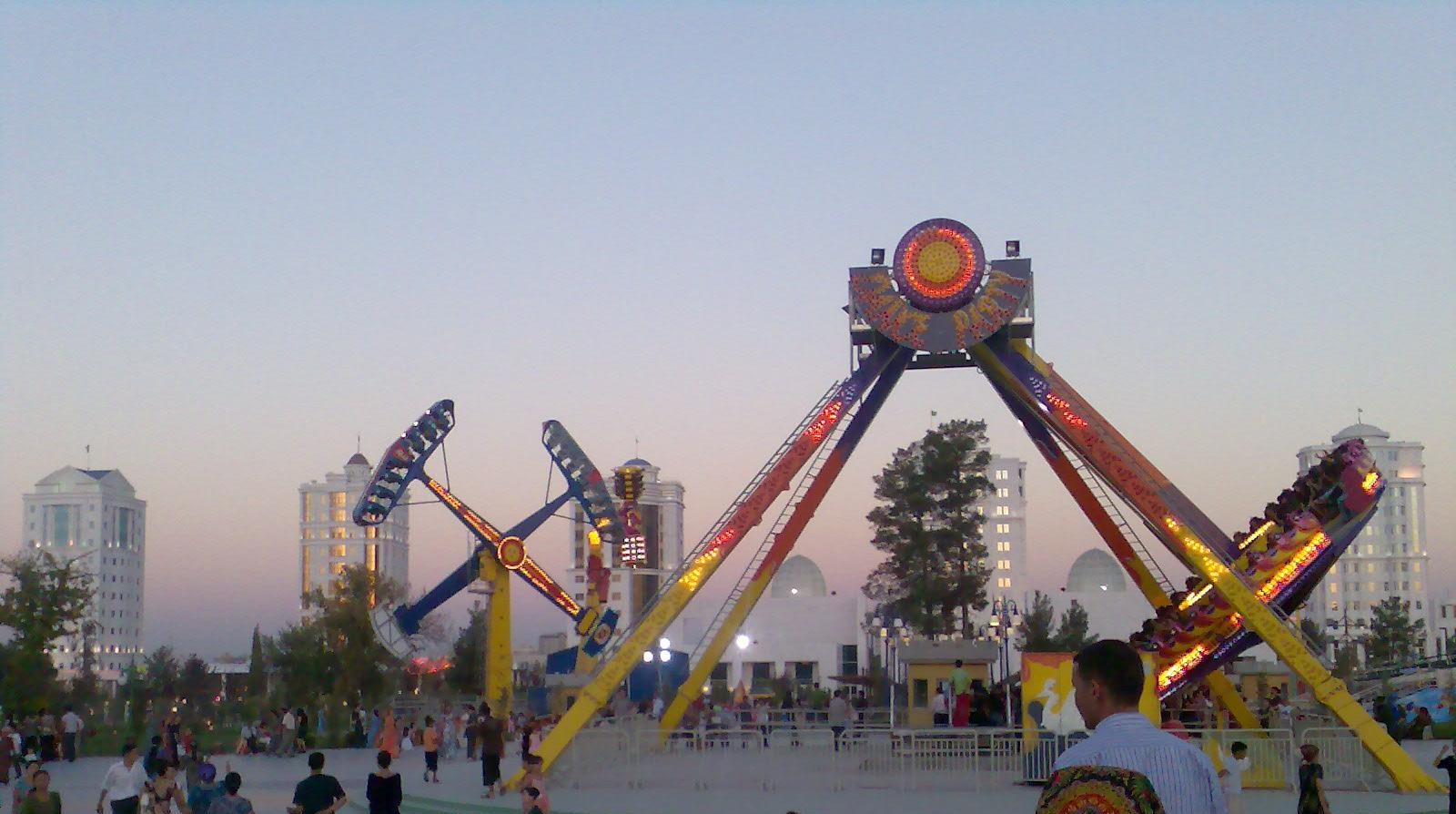
Praça Ertekiler-Dunyasi
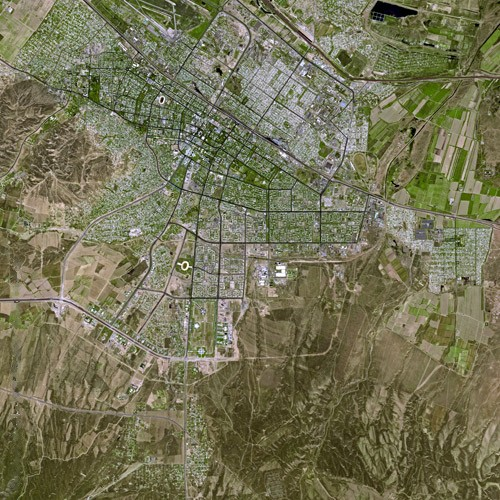
Asgabade: foto de satélite
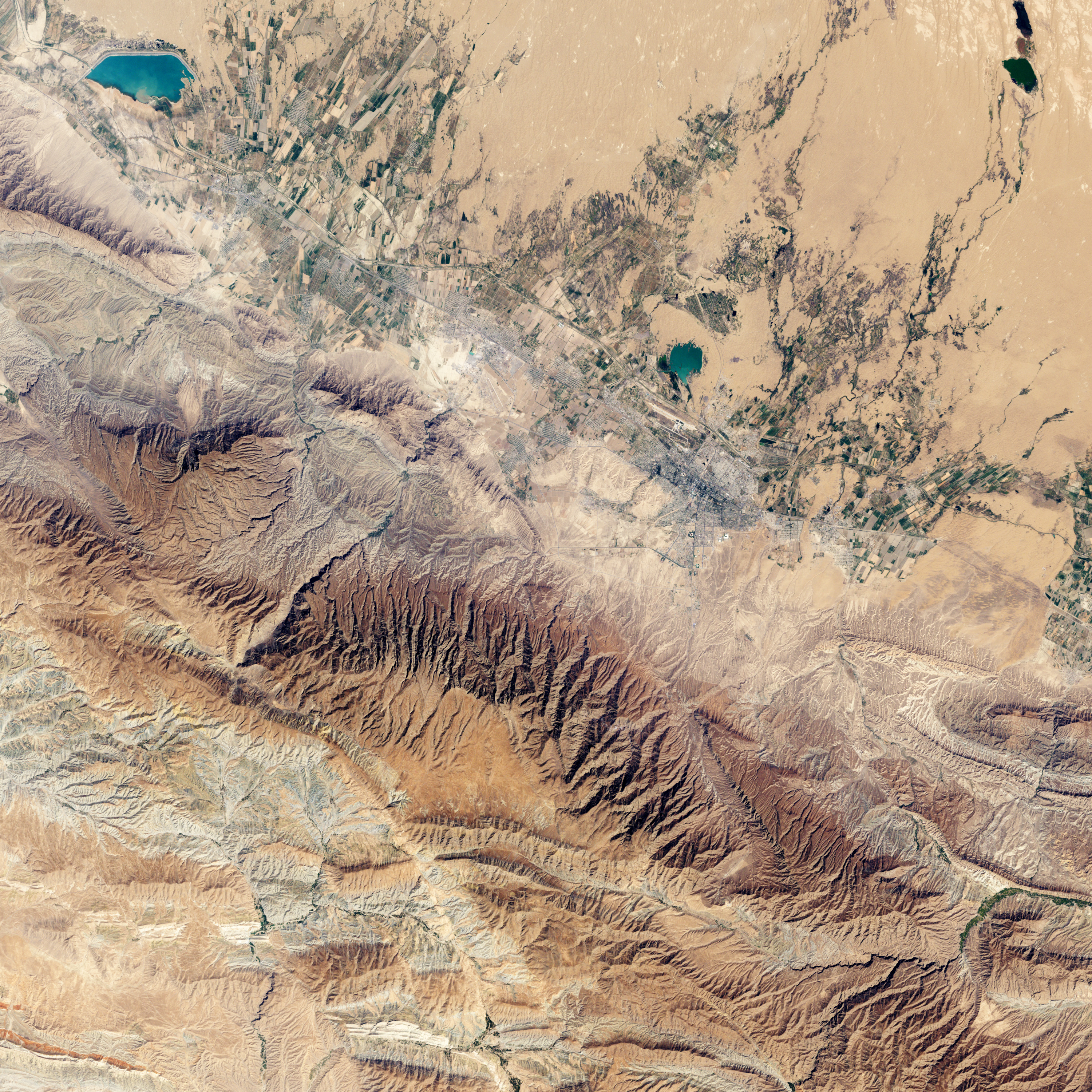
Asgabade vista do espaço. O Reservatório Gurtly pode ser visto perto do centro.
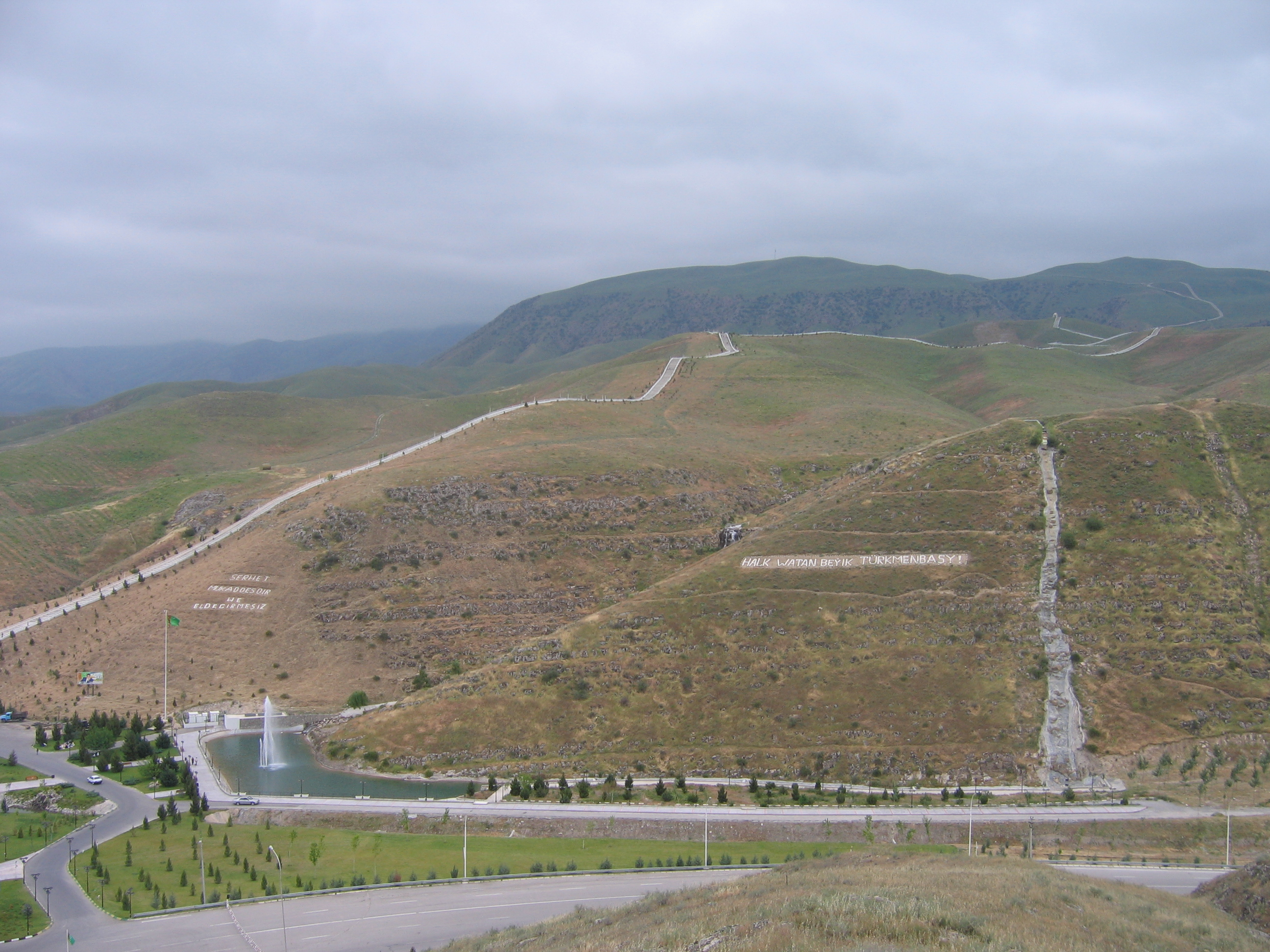
O mais andar de saúde, visto da rota mais curta

## Cidades irmãs
Asgabade é geminada com:
- Albuquerque, Estados Unidos
- Ancara, Turquia
- Atenas, Grécia
- Kiev, Ucrânia